# Новостройка (Иркутская область)
Новостройка — посёлок в Черемховском районе Иркутской области России. Административный центр Новостроевского муниципального образования.

## География
Расположен в юго-западной части региона, по берегу реки Большая Белая, примерно в 69 км к юго-западу от районного центра города Черемхово. С запада примыкает посёлок Городок, с юго-востока пос. Чернушка 1-я.

## Население
| 2002 | 2010 | 2011 | 2012 |
| ---- | ---- | ---- | ---- |
| 536  | ↘493 | ↘492 | ↘484 |

## Инфраструктура
Администрация поселения. Дом культуры. Отделение почтовой связи № 665446

## Транспорт
Подходит региональная автодорога 25 ОП МЗ 25Н-537 «Голуметь — Новостройка»
Действовал аэропорт.